# No Grave But the Sea
Albums de Alestorm
Sunset on the Golden Age
(2014) Curse of the Crystal Coconut
(2020)
No Grave But the Sea est le cinquième album du groupe de pirate metal Alestorm. Il est sorti le 26 mai 2017 sous le label Napalm Records. C'est le premier album auquel participe le guitariste Máté Bodor après le départ de Dani Evans, laissant pour seul membre d'origine Christopher Bowes.
Un deuxième CD est disponible dans le mediabook, intitulé No Grave But the Sea for Dogs où le chant est intégralement remplacé par des aboiements de chiens.
Le 1er avril 2017, le groupe a lancé un fausse campagne de financement participatif pour créer un studio d'enregistrement adapté au chiens. Le groupe invitait sur le site du financement participatif à donner à des associations de protection animalières.

## Track listing
| No  | Titre                   | Paroles              | Durée |
| --- | ----------------------- | -------------------- | ----- |
| 1.  | No Grave But the Sea    | Christopher Bowes    | 3:30  |
| 2.  | Mexico                  | Bowes                | 3:10  |
| 3.  | To the End of the World | Bowes, Elliot Vernon | 6:43  |
| 4.  | Alestorm                | Bowes                | 3:56  |
| 5.  | Bar ünd Imbiss          | Bowes                | 4:11  |
| 6.  | Fucked with an Anchor   | Bowes                | 3:27  |
| 7.  | Pegleg Potion           | Bowes                | 3:54  |
| 8.  | Man the Pumps           | Bowes                | 5:51  |
| 9.  | Rage of the Pentahook   | Bowes                | 3:07  |
| 10. | Treasure Island         | Bowes                | 7:48  |